# Torkos Jakab (1711–1785)
Idősebb Torkos Jakab (Pápa, 1711. február 13. [a keresztelés dátuma] – Adásztevel, 1785. november 27.) a Dunántúli Református Egyházkerület püspöke 1745-től haláláig.

## Életútja
Tokros Jakab fiaként született, Pápán kezdett tanulni. Miután Sárospatakon befejezte tanulmányait, külföldre ment s 1733-tól Zürichben, 1734-től Utrechtben gyarapította ismereteit. Hazatérvén, 1735 tavaszán rektor, őszén lelkész lett Pápán. 1745-ben püspökké választotta a dunántúli egyházkerület. Hite miatt Pápáról elűzetvén, 1752-ben Peremartonban, 1758-ban Adásztevelen foglalt el lelkészi állást, melyről 1785-ben nyugalomba lépett. Püspöksége alatt egész kerületében tartott generalis vizitációt.
Nyomtatásban nem jelent meg műve, de kéziratban fennmaradt két óriási kötet prédikációja.
Respondens volt a „De divina hominum vocatione” (1734) Zürichben tartott disputatión. Csúzi Cseh Jakabnak unokája, II. Jánosnak unokaöccse, az 1795-től 1813-ig püspökösködő Torkos Jakab (1749–1813) csöglei, majd pápai lelkésznek pedig nagybátyja volt.